# Leona Kate Vaughan
Leona Kate Vaughan (n. 13 februarie 1995) este o actriță britanică din Caerphilly, South Wales.

## Filmografie
| Year         | Title     | Role |
| ------------ | --------- | ---- |
| 2013-prezent | Wolfblood | Jana |